# 斯科特·麥克拉倫
斯科特·麥克拉倫（英語：Scott McClellan；1968年2月14日—）是喬治·W·布希總統時期的白宮新聞秘書，任職於2003年至2006年。他也是紐約時報第一名暢銷書《What Happened》的作者。他現在在西雅圖大學任教。